# Belfast (CDP, New York)
Pour les articles homonymes, voir Belfast (homonymie).
Belfast est une census-designated place du comté d'Allegany, dans l'État de New York, aux États-Unis,,. En 2020, elle compte une population de 745 habitants.